# Mudanya
Mudanya – miasto w Turcji, w prowincji Bursa. W 2019 roku liczyło 77 493 mieszkańców.